# Ousmane Sow
Pour les articles homonymes, voir Ousmane et Sow.
Ousmane Sow, né le 10 octobre 1935 à Dakar et mort le 1er décembre 2016 dans la même ville, est un artiste sculpteur sénégalais,.

## Biographie

### Origines
Ousmane Sow naît à Dakar, d’une mère saint-louisienne et d’un père dakarois de trente ans son aîné. Il grandit à Reubeuss, un des quartiers les plus difficiles de Dakar, où il reçoit une éducation extrêmement stricte au cours de laquelle son père le responsabilise très jeune. Il hérite de ce père la rigueur, le sens du devoir et un esprit libre. À la mort de celui-ci, et malgré un immense attachement à sa mère, il décide de partir pour Paris, sans un sou en poche. Tout en pratiquant divers petits métiers, et après avoir renoncé à suivre l’enseignement de l’école des beaux-arts, il passe un diplôme de kinésithérapeute.

### Carrière
Bien que sculptant depuis l’enfance, c’est seulement à l’âge de cinquante ans qu’il fit de la sculpture son métier à part entière. Mais la kinésithérapie qu’il exerça jusque-là n’est sans doute pas étrangère au magnifique sens de l’anatomie que l’on trouve dans son œuvre. Durant toutes ces années d’activité, il transforme la nuit son cabinet médical et ses appartements successifs en ateliers de sculpture, détruisant ou abandonnant derrière lui les œuvres qu’il crée.
Révélé en 1987 au Centre Culturel Français de Dakar (de nos jours Institut français de Dakar), où il présente sa première série sur les lutteurs Nouba, l’artiste expose six ans plus tard, en 1993, à la Dokumenta de Cassel en Allemagne. Puis, en 1995, au Palazzo Grassi, à l’occasion du centenaire de la Biennale de Venise.
Son exposition sur le pont des Arts au printemps 1999 attira plus de trois millions de visiteurs. Depuis, son œuvre a été exposée dans une vingtaine de lieux, dont le Whitney Museum, en 2003, à New York pour une partie de la série sur la bataille de Little Big Horn.
Jusqu’à cette première exposition, organisée par le centre culturel français de Dakar en 1987, on ne connaît rien de sa création, si ce n’est l’extrait d’un film d’animation qu’il a lui-même réalisé et qui mettait en scène des petites sculptures animées.
C’est en 1984, inspiré par les photos de Leni Riefenstahl représentant les Nouba du Sud-Soudan, qu’il commence à travailler sur les lutteurs de cette ethnie et réalise sa première série de sculptures : Les Nouba. En 1988, naîtront Les Masaï, en 1991 Les Zoulou, et enfin, en 1993, les Peul.
En 1991, il achète le terrain sur lequel il construit sa maison, née de son imagination. Recouverte entièrement de sa matière, murs et carreaux, elle représente symboliquement le Sphinx et est la préfiguration d’une série qu’il imagine sur les Égyptiens.
C’est dans la cour de cette maison que naît la bataille de Little Big Horn, une série de trente-cinq pièces, exposée à Dakar en janvier 1999, en avant-première de l’exposition parisienne au printemps 1999, qui réunit toutes ses œuvres.
En 2001, il confie aux Fonderies de Coubertin, avec lesquelles il continuera à travailler, la réalisation de trois bronzes, à partir de ses originaux : La Danseuse aux cheveux courts (série Nouba), Le Lutteur debout (série Nouba) et La Mère et l’Enfant (série Masaï). Ces trois pièces ont été exposées au printemps 2001 à Paris au musée Dapper. Ont été réalisées depuis une vingtaine de grands et une vingtaine de petits bronzes,.
Cette même année, il répond à une commande pour le Comité international olympique, et crée Le Coureur sur la ligne de départ, aujourd’hui installé au musée des Jeux olympiques à Lausanne.
Durant l’été 2002, il réalise, à la demande de Médecins du Monde, une sculpture de Victor Hugo pour la Journée du refus de la misère. Le bronze de cette sculpture a été commandé par Besançon pour un coût total 200 000 euros co-financé par la Direction régionale des affaires culturelles (DRAC) de Franche-Comté. Elle y est installée le 17 octobre 2003, place des Droits de l’Homme, en présence de l'artiste, du maire de Besançon Jean-Louis Fousseret, de l'ancienne ministre de la Culture Catherine Tasca, de l'actrice Karine Silla et de l'acteur de cinéma Vincent Pérez,.
En 2004, il entreprend la réalisation d'une série de petites sculptures Nouba, aboutissement  de  la série des grandes sculptures Nouba réalisées en 1984, série à laquelle il ajoute de nouveaux thèmes.
En 2005, Ousmane Sow fait son entrée dans le Petit Larousse illustré.
En 2008, le maire de Genève lui commande une œuvre destinée à son combat pour la régularisation des sans-papiers. Cette œuvre, intitulée L’Immigré, a été installée au cœur de Genève.
En 2009, il réalise la sculpture de l’épée d’académicien de Jean-Christophe Rufin. Cette sculpture représente Colombe, le personnage emblématique de son roman Rouge Brésil.

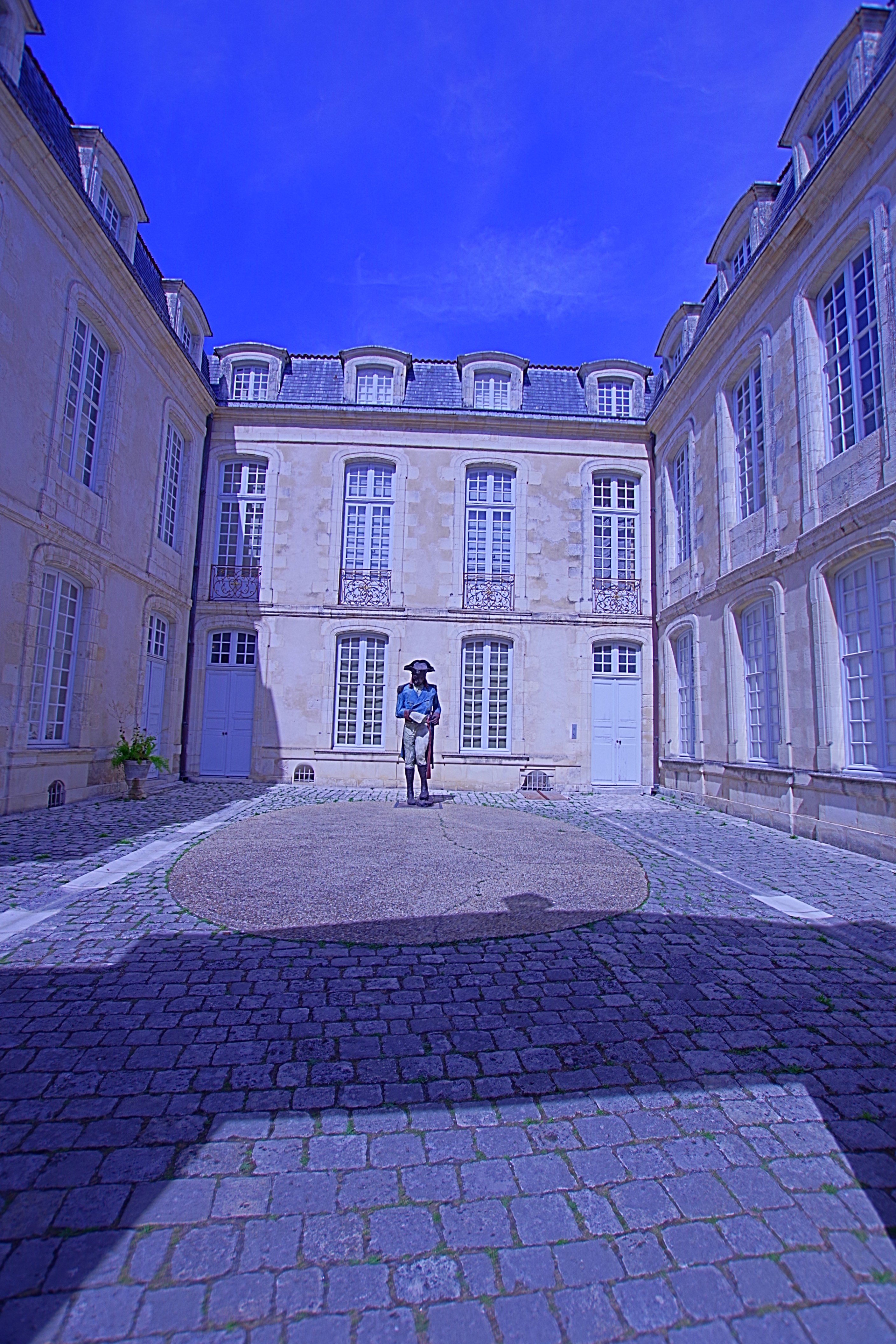
Statue de Toussaint Louverture dans la cour du Musée du Nouveau Monde à La Rochelle.

En 2010, le Museum of African Art de la Smithsonian Institution à Washington acquiert aux enchères une œuvre qu'il réalisa en 1989 pour la célébration du bicentenaire de la Révolution française, Toussaint Louverture et la vieille esclave. Cette pièce fait partie d’un groupe de sculptures incluant Marianne et les révolutionnaires (collections du musée du Quai Branly). Pour son installation, le Museum of African Art dédie une salle spéciale à Ousmane Sow, incluant l'œuvre et une exposition de  photographies d'atelier accompagnée d’une projection permanente du film Ousmane Sow, réalisé par Béatrice Soulé.
En 2011,  à l’occasion du déplacement du monument aux morts de Besançon, parc des Glacis, il réalise une œuvre intitulée L’Homme et l’Enfant, destinée compléter, à l'été 2013, un ensemble des trois sculptures existantes. En représentant cet homme et cet enfant dont on perçoit seulement la forme sous le manteau, l’artiste souhaite mettre en lumière « l’action de ceux qui, au péril de leur vie, ont protégé ou sauvé des personnes. »
En 2013, reprenant le thème développé dans Toussaint Louverture et la vieille esclave, l’artiste répond à une commande de la ville de La Rochelle et réalise une nouvelle effigie de Toussaint Louverture pour le Musée du Nouveau Monde. Une pièce qui rejoint également sa série « Merci ».

### Expression artistique
Toujours, il sculpte sans modèle. Sa matière, il l’invente. En une savante alchimie, il laisse macérer pendant des années un certain nombre de produits. Cette matière est pour lui une œuvre en elle-même, une matière qui le rend presque aussi heureux que la naissance de la sculpture elle-même. Il l’applique sur une ossature faite de fer, de paille et de jute, laissant à la nature et au matériau sa part de liberté, ouvrant la porte à l’imprévu.
Sa vie autant que son œuvre sont profondément ancrées dans son pays. Il n’imagine pas sculpter ailleurs qu’au Sénégal. Et, alors qu’il vécut une vingtaine d’années en France, plus rien ni personne ne pourrait lui faire quitter sa terre africaine.

## Le choix du bronze
En 1999, avec  l'aide et le talent des fondeurs et patineurs de Coubertin, il choisit le bronze. Le choix de ce matériau permet de magnifier son œuvre. Son souhait d'utiliser le bronze est dans l'intention de faire voyager ses sculptures à travers le monde à la manière de l'Oba du Bénin : selon la tradition, l'Oba faisait fondre en bronze la tête de ses ennemis décapités pour les envoyer à leurs fils en guise de menace le jour où ceux-ci accédaient au  pouvoir. Le bronze classique africain est donc la réplique d'un original vivant, un métal issu de la chair.
Ousmane Sow a travaillé en étroite coopération avec la fonderie de Coubertin, située à Saint-Rémy-lès-Chevreuse dans les Yvelines.   En moins d'une décennie, plus de quarante bronzes dont plus de vingt œuvres monumentales ont été créés dans cette fonderie. Les ouvriers de la fonderie ont démontré l'étendue de leur talent pour que dans le bronze se retrouve l'aspect si singulier de sa mixture et les couleurs de ses pigments. Les bronzes sont signés de l'artiste : le mimétisme entre les sculptures originales et les bronzes est troublante.
Il a réalisé ses premières fontes à partir de ses premières  œuvres : la Danseuse aux cheveux courts et Le Lutteur debout de la série des Nouba, La Mère et l'enfant de la série des Masaï. Ces trois pièces furent présentées pour la première fois au musée Dapper.
Certaines de ces pièces sont visibles dans des villes sur des sites prestigieux. Genève expose en son centre L'Immigré. Le conseil général des Yvelines détient une sculpture monumentale représentant de Gaulle commandée pour le quarantième anniversaire du département. Nelson Mandela est sculpté  dans une tenue de gardien de but de l'Afrique pour écarter de la main droite tous les chefs d'État africains corrompus. Cette statue sculptée en 2009 est située au siège de la Compagnie Française d'Afrique Occidentale à Sèvres (Hauts-de-Seine). Le Guerrier debout est un bronze de plusieurs couleurs installé près de la gare d'Angers. Un bronze de Toussaint L'ouverture a été installé au printemps 2015 dans la cour du musée du Nouveau Monde à la Rochelle.
Besançon a acquis en 2003 la statue de Victor Hugo installée le 17 octobre 2003 sur la place des Droits de l'homme et L'Homme et l'Enfant destiné à compléter le monument aux morts en rendant hommage à « l'action de ceux qui, au péril de leur vie, ont protégé ou sauvé des personnes ». Ousmane Sow admire profondément Victor Hugo. Une de ses œuvres l'a particulièrement marqué : Bug-Jargal, écrit à 16 ans par Victor Hugo, qui relate le courage d'un esclave qui n'hésite pas à sacrifier sa vie pour sauver son maitre, un capitaine de Saint Domingue. Cette statue est l'occasion de témoigner sa foi en l'homme et en Dieu. En 2022, la statue située sur l’esplanade de la mairie de Besançon, est restaurée avec une couleur de peau foncée ce qui provoque une polémique. La veuve d'Ousmane Sow, qui n'a pas été prévenue par la ville de cette modification, proteste contre ce « visage noir » que n’aurait jamais voulu l'artiste,. La statue est dégradée peu de temps après, les passants découvrant le visage du grand écrivain blanchi.
Ses liens avec la littérature contemporaine existent aussi. Jean-Christophe Rufin de l'Académie française, reçu solennellement sous la Coupole le 12 novembre 2009, ancien ambassadeur de la France au Sénégal, a demandé à Ousmane Sow de réaliser son épée d'académicien. L'artiste s'est inspiré du personnage de Colombe de son roman Rouge Brésil, prix Goncourt en 2001.
Il souhaite créer de nouveaux exemplaires d'humanité passé et à venir. La série intitulée Merci est destinée à rendre hommage aux grands hommes qui l'ont aidé « à ne jamais désespérer du genre humain »  et qui comptent pour l'humanité.

## Expositions
- 1988 - Centre culturel français de Dakar[18]
- 1988 - Essencerie Total de Dakar
- 1989 - Exposition des Noubas au musée de la Vieille Charité de Marseille et à Bordeaux
- 1990 - Expositions au musée d'art moderne de Troyes, au musée des beaux-arts d'Angoulême, dans L'église Saint-Pierre-le-Puellier d'Orléans, à la Citadelle de Calvi, Arche de la Fraternité de La Défense, à l'hôtel de ville de Bordeaux - Peyssac
- 1991 - Centre d'art contemporain de Montbéliard, musée de Saint-Amand-les-Eaux, au musée Fabre de Montpellier, ainsi qu'au Japon, au Kanda Ogawa Machi Chiyoda Ku de Tokyo et à Osaka,
- 1992 - Présentation de deux Noubas à la Documenta de Cassel, expositions il expose au musée Mandet de Riom, au musée d'art et d'histoire de Saint-Denis, au Carrefour des cultures de l'Océan Indien, à la Galerie du Théâtre du Merlan à Marseille
- 1994 - Maison de la Culture d'Amiens, Alter Strassenbahnbetriefshof à Berlin, au CIES à Paris, à la galerie de l'Espace Planoise à Besançon
- 1995 - Deux de ses sculptures, le Nouba assis et le Nouba debout clôturent l'exposition du Palazzo Grassi, à l'occasion du centenaire de la Biennale de Venise. Expositions au Palais des Nations à Genève, à l'Assemblée nationale du Sénégal de Dakar et à celle de Paris.
- 1996 - Expositions au Pont-Neuf de Toulouse et, au musée Dechelette de Roanne.
- 1997 - Rurart à Venours, et  Médiatine à Bruxelles
- 1999 - Grande rétrospective à Paris, au pont des Arts, exposition de La Bataille de Little Big Horn à Dakar, sur le  site Gorée Almadilles, et rétrospective boulevard Heurteloup à Tours[19]
- 1999 - Rétrospective (du 3 décembre au 5 mars 2000) au Centre d'Art Le Rectangle, Place Bellecour à Lyon
- 2000 - Retrospective sur les quais de la Garonne à Bordeaux.
- 2000 - Exposition à l'abbaye de Daoulas
- 2007 - Terre noire au musée Maurice-Denis de Saint-Germain-en-Laye
- 2010 - Expositions des peuples d'Afrique au Quai à Angers
- 2013 - Exposition rétrospective des sculptures d'Ousmane Sow à la citadelle de Besançon du 15 juin au 15 septembre. Séries présentées : Zoulou, Masaï, Peulh, Nouba et trois statues des grands hommes (Mandela, de Gaulle, Victor Hugo), ainsi que Le Sage et en exclusivité L'Homme et l'Enfant.
- 2021 - Installation de La Bataille de Little Bighorn dans les combles de la caserne Rochambeau dans la place forte de Mont-Dauphin (Hautes-Alpes). Informations et visites : http://www.place-forte-montdauphin.fr/

## Postérité et hommages
Le 11 décembre 2013, Ousmane Sow est le premier artiste noir à entrer à l’Académie française des beaux-arts — pour siéger, après Andrew Wyeth, sur le fauteuil no 6 — et le second à pénétrer sous la Coupole de l'Institut de France depuis l’installation de Léopold Sédar Senghor à l’Académie française. Il dédie la cérémonie « à l’Afrique tout entière, à sa diaspora, et aussi au grand homme qui vient de nous quitter, Nelson Mandela »,.
Le 20 mars 2019, Anne Hidalgo, maire de Paris, rend hommage à Ousmane Sow, en inaugurant sur la Place de Valois, à deux pas du Musée du Louvre et du Ministère de la Culture, son œuvre pérenne Couple de Lutteurs, issue de la série Noubas.
Le 29 juin 2019, Anne Hidalgo et son adjoint pour la culture, Christophe Girard, accompagnés de Philippe Goujon, maire du XVe arrondissement de Paris, inaugurent la place Ousmane Sow, située dans le XVe arrondissement, « près de la rue des Entrepreneurs où l’artiste résidait lorsqu’il était en France. C’est là, au fond d’une impasse insolite, où étaient exposées quelques-unes de ses sculptures, qu’il répéta son discours d’intronisation pour son entrée à l’Académie des Beaux-Arts ».

## Distinctions
- Membre de l'Académie des beaux-arts[25],[26]
- Commandeur de la Légion d'honneur[27]
- Commandeur de l'ordre des Arts et des Lettres
- Commandeur de l'ordre national du Lion du Sénégal
- Prix du Prince Claus (2008)

### Filmographie
- Ousmane Sow  - 26 minutes - (1996) International Emmy Awards New York (nomination 1997)
- Biennale internationale du film d'art Beaubourg (sélection 1996)
- FIFA Festival du film d'art de Montréal (sélection 1997)
- Ousmane Sow, le soleil en face (2000), prix du Festival international du film sur l'art de Montréal - FIFA 2001